# Каникурган
Каникурга́н — село в Благовещенском районе Амурской области России. Входит в состав Гродековского сельсовета.

## География
Село Каникурган стоит на левом берегу реки Амур и в устье реки Каникурган, в 14 км ниже Благовещенска.
Дорога к селу Каникурган идёт от Благовещенска через Владимировку и пос. Заречный, расстояние — 13 км.
На юг (вниз по Амуру) от села Каникурган идёт дорога к административному центру Гродековского сельсовета селу Гродеково.
По южной границе села проходит мостовой переход «Благовещенск — Хэйхэ», связывающий Россию с Китаем.

## Население
| 2002 | 2010 | 2012 | 2013 | 2014 | 2015 | 2016 |
| ---- | ---- | ---- | ---- | ---- | ---- | ---- |
| 224  | ↘223 | ↘221 | ↗222 | ↗226 | →226 | ↗229 |
| 2017 | 2018 |      |      |      |      |      |
| ↘225 | ↗233 |      |      |      |      |      |

По данным переписи 1926 года по Дальневосточному краю, в населённом пункте числилось 105 хозяйств и 479 жителей (252 мужчины и 227 женщин), из которых преобладающая национальность — украинцы (52 хозяйства).

## Инфраструктура
- Сельскохозяйственные предприятия Благовещенского района.
- Российско-китайская граница.